# Op-art

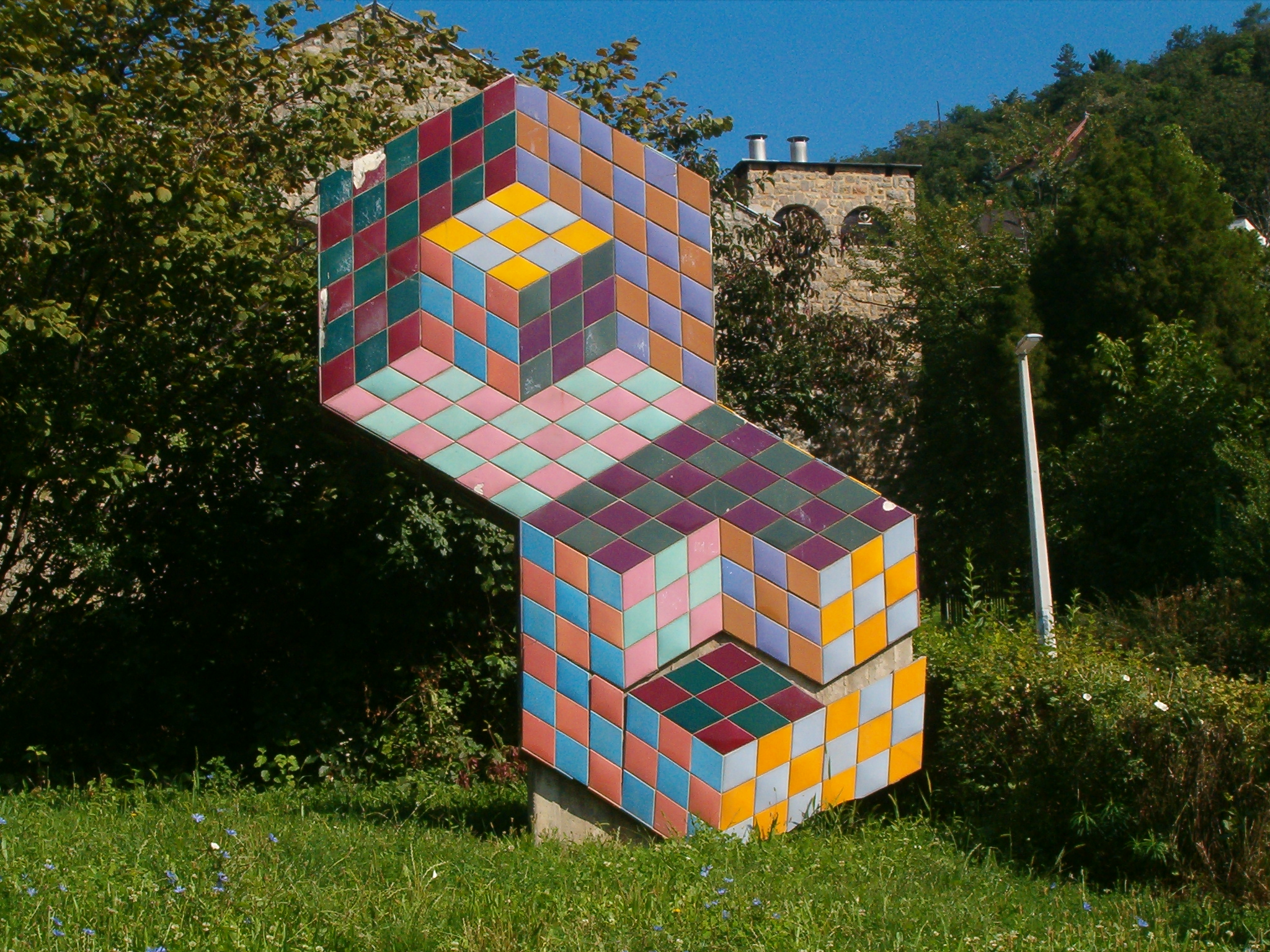
Beeld van Victor Vasarely in Pécs

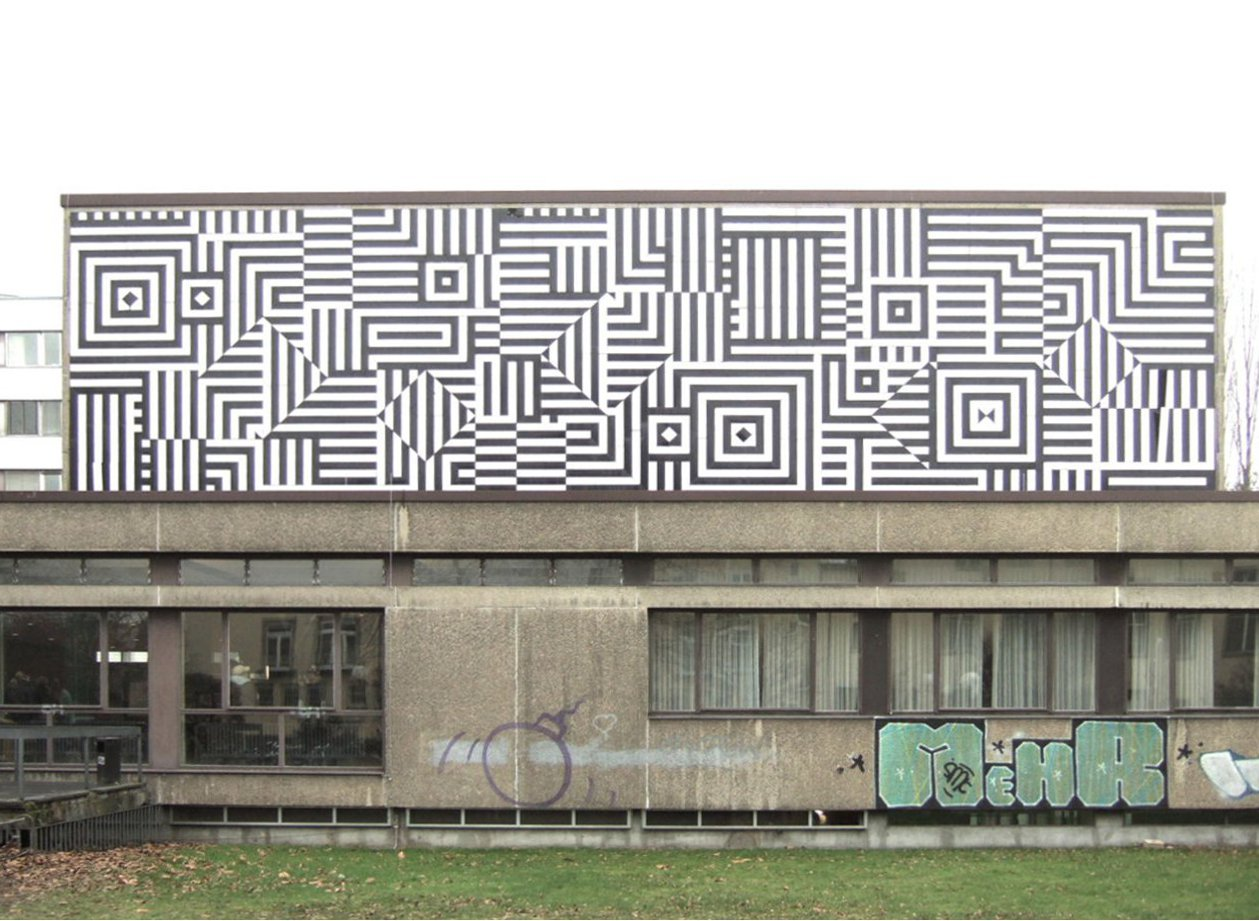
Het Juridicum in Bonn van Vasarely

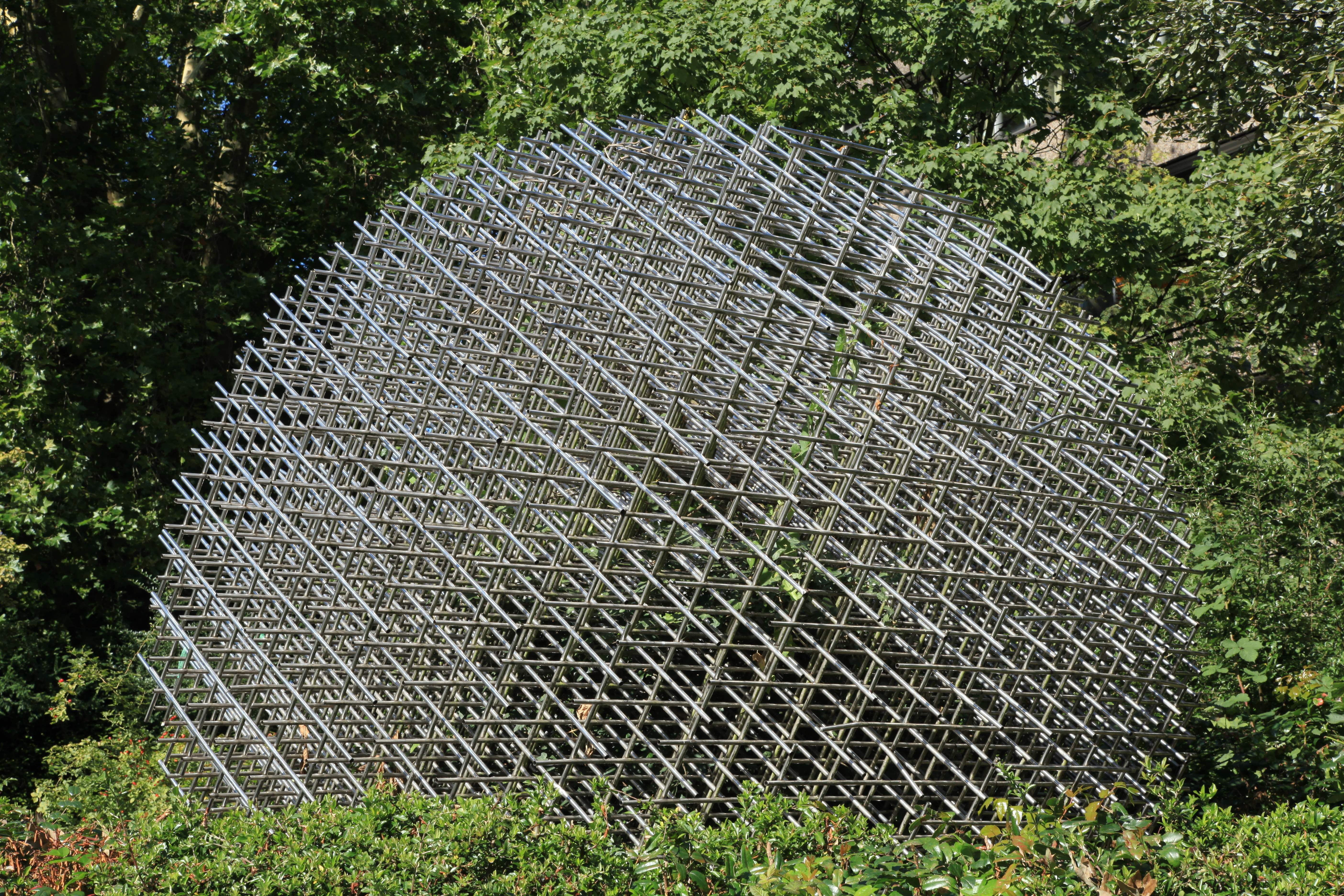
François Morellet: Sphere trames

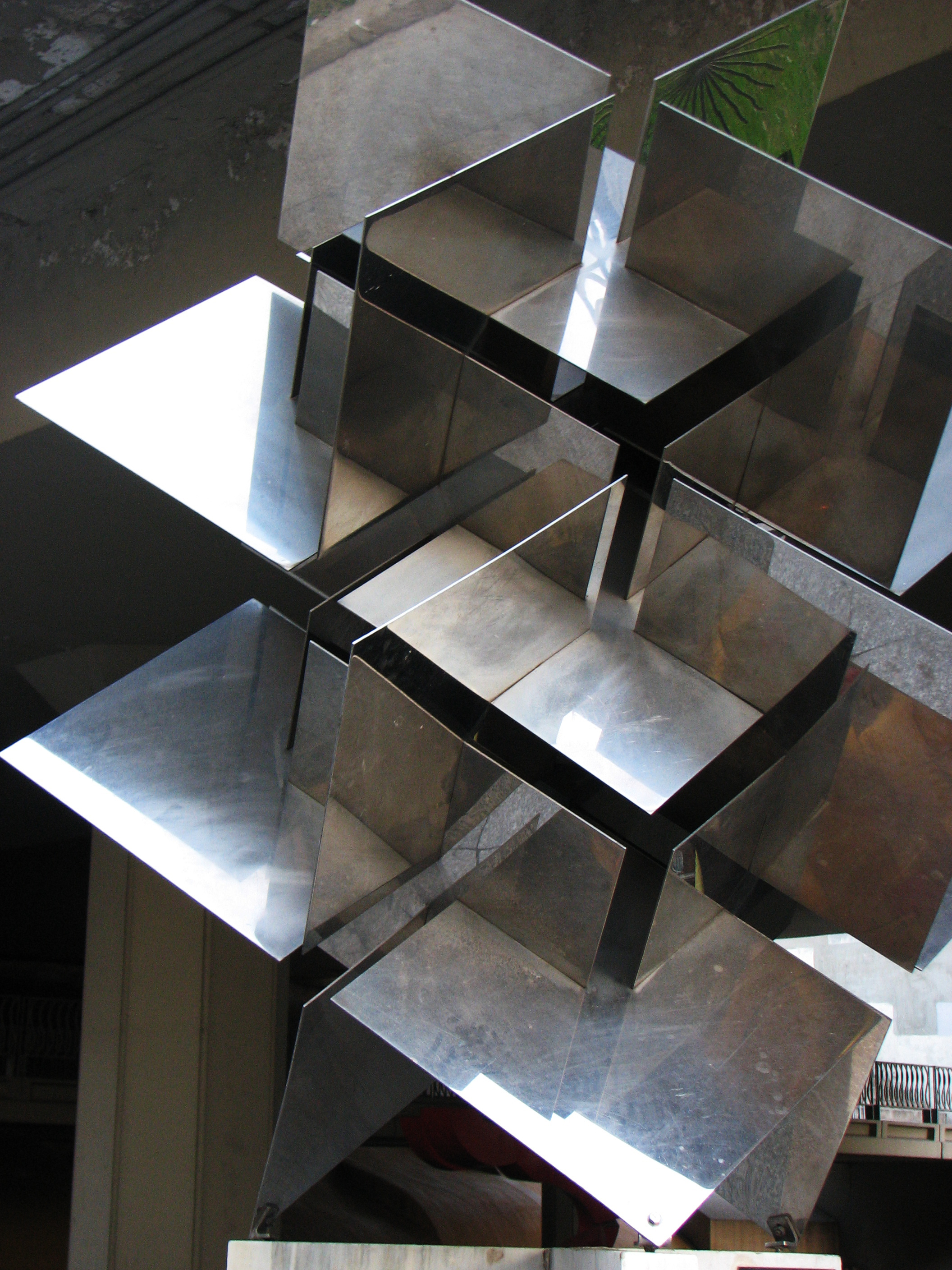
Francisco Sobrino: Structure Permutacional

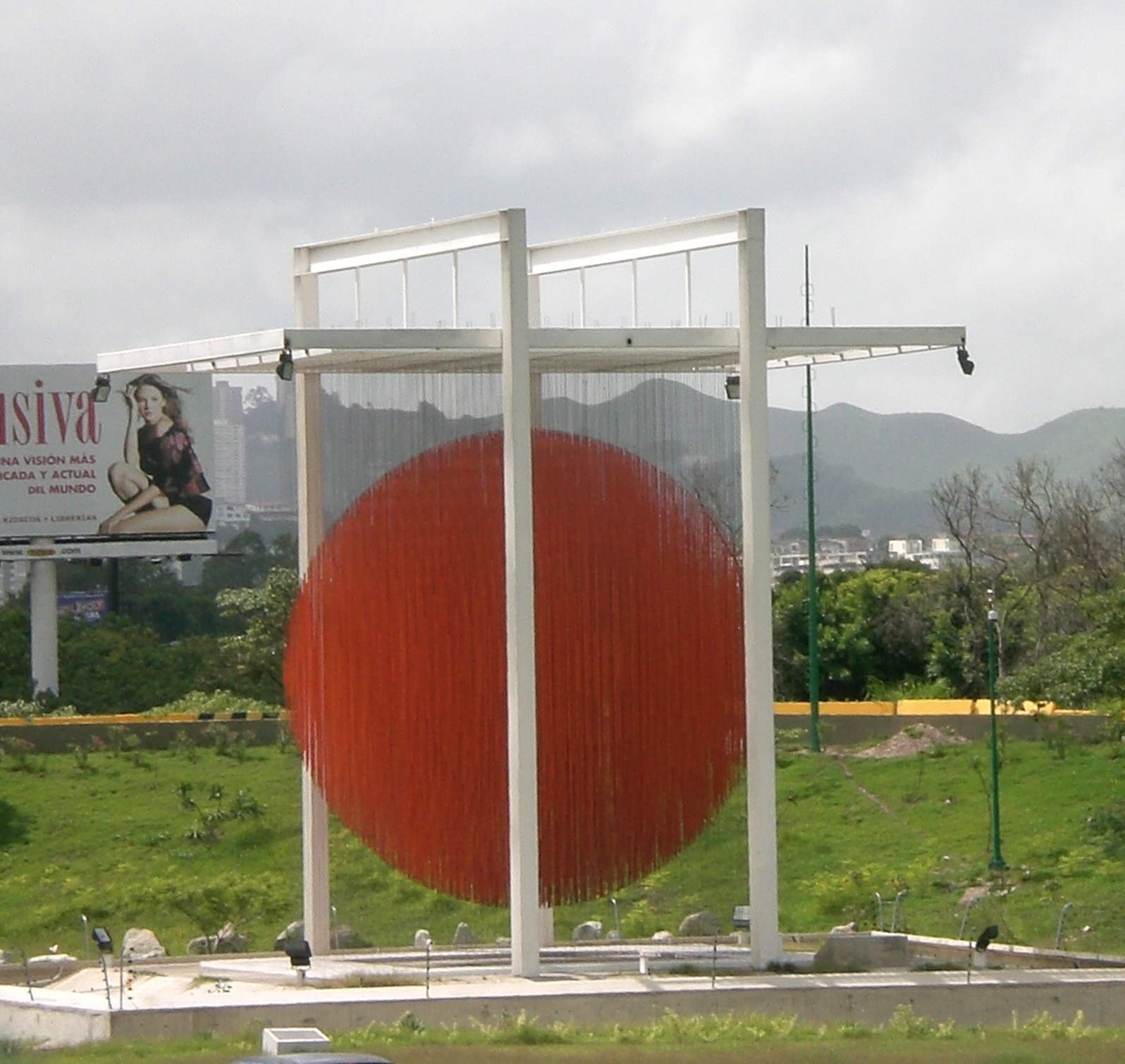
Jesús Rafael Soto: Sphere

Op-art is een richting in de schilderkunst van de 20e eeuw die bekend werd in de jaren 1963-1966. De term is een afkorting van het Engelse begrip optical art. Op-art speelt een spel met verschillende optische illusies.
De werkwijze binnen deze kunststroming ontstond uit de geometrische abstracte kunst en wordt soms gerelateerd aan de kinetische kunst uit dezelfde tijd, die echter veeleer een stroming in de beeldhouwkunst is. Op-art is een zeer toegankelijke kunstvorm; ook minder ervaren kunstkijkers worden er direct door aangesproken. De kunstenaars die gerekend worden tot de op-art maakten schilderijen met sterke licht-donker contrasten, vibrerende kleuren, moiré-patronen en composities die tijdens het kijken lijken te gaan bewegen.

## Geschiedenis
Het was de Pools-Franse schilder Henryk Berlewi, met El Lissitzky en Kasimir Malewitsj deel uitmakend van de suprematistische Proun-groep (abstracte kunst), die tussen 1922 en 1924 in Berlijn de theorie uitwerkte van zijn Mechano-Faktura. Daarmee was hij de wegbereider voor een aantal Franse abstracte kunstenaars, die kort voor de Tweede Wereldoorlog experimenteerden met optische fenomenen, die ze gebruikten om niet-verhalende, niet-perspectivische composities samen te stellen. Met geometrische vlakken, transparante kleurlagen en overlappingen creëerden zij indrukken van vibratie, pulserend licht, en andere spontane optische sensaties.
Na de bevrijding van Parijs, in 1944, groepeerden zich in de pas opgerichte galerie van Denise René een aantal kunstenaars rond de van oorsprong Hongaarse schilder Victor Vasarely. Zijn werk is van alle op-artkunstenaars het bekendst geworden.
De term op-art werd echter pas voor het eerst in druk genoemd in oktober 1964 in Time Magazine en werd pas volledig gedefinieerd door R.H. Carraher en J. Thurston in hun studie Optical Illusions and the Visual Arts, uit 1966. Men beriep zich daarbij op het theoretische werk Interaction of colors, uit 1963, van Josef Albers, professor aan Yale-universiteit.
Vanaf ongeveer 1963 nam de op-art een grote vlucht. Vele van deze kunstenaars namen in 1965 deel aan de tentoonstelling The Responsive Eye in het Museum of Modern Art in New York. Na deze tentoonstelling vond de op-art een grote echo, zelfs in de modewereld waar vooral zwart-witte stoffen met geometrische figuren werden toegepast, bijvoorbeeld in japonnen, blouses en mini-jurken. Elementen van de op-art vonden parallellen in de psychedelische kunst, in de kinetische kunst, in de hard-edge en in de minimal art.

## Op-artkunstenaars
Vele bekende op-artartiesten kwamen uit de Verenigde Staten, bijvoorbeeld Frank Stella, Ellsworth Kelly en Kenneth Noland.
In Engeland was Bridget Riley de bekendste protagonist van de op-art. Bekende op-art-kunstenaars zijn ook de Poolse kunstenaar Henryk Berlewi en de Venezolaan Jesús Rafael Soto. In België werden Willy Plompen en Jan Van Den Abeel in 1968 bekroond voor hun werk, dat gebruikmaakt van optische effecten.
In Nederland maakte de graficus M.C. Escher al lang voor het ontstaan van de stroming zwart-witprenten die spelen met optische illusies. Hij kan gezien worden als een vroege vertegenwoordiger van de optische kunst. Zijn werk is echter nooit geheel abstract. Hij gebruikt altijd figuratieve elementen in zijn composities van paradoxale ruimtelijkheid.

### Systematische compositie
Voor 'systematische composities' zorgden onder meer Francisco Sobrino, Julio Le Parc.

### Moirépatronen
Een kunstenaar die moirépatronen creëerde was François Morellet.

## Beeldhouwkunst
In de beeldhouwkunst werden de kunstenaars Tony Smith, Donald Judd en Robert Morris bekend met minimalistische beelden die verwantschap vertonen met op-art.

## Kunstenaars
Met de op-art in verband gebrachte kunstenaars zijn:
- Yaacov Agam (kinetische kunst)
- Josef Albers
- Carlos Cruz-Díez
- Gerhard von Graevenitz
- Julio Le Parc
- Heinz Mack
- Bridget Riley
- Jesús Rafael Soto
- Günther Uecker
- Guy Vandenbranden
- Victor Vasarely
- Ludwig Wilding
- Maurits Cornelis Escher